# ناقل خدمة المؤسسة

تتواصل جميع خدمات العملاء بنفس الطريقة مع ESB: يترجم ESB رسالة إلى نوع الرسالة الصحيح ويرسل الرسالة إلى خدمة المستهلك الصحيحة.

يقوم ناقل خدمة المؤسسة (ESB) بتنفيذ نظام اتصال بين تطبيقات البرامج المتفاعلة بشكل متبادل في بنية خدمية (SOA). إنه يمثل بنية برمجية للحوسبة الموزعة ، وهو متغير خاص لنموذج خادم العميل الأكثر عمومية ، حيث قد يتصرف أي تطبيق كخادم أو عميل. يعزز ESB خفة الحركة والمرونة فيما يتعلق باتصالات البروتوكول عالية المستوى بين التطبيقات. استخدامه الأساسي هو في تكامل تطبيقات المؤسسات (EAI) للمناظر الطبيعية للخدمات غير المتجانسة والمعقدة.